# Voûte biaise

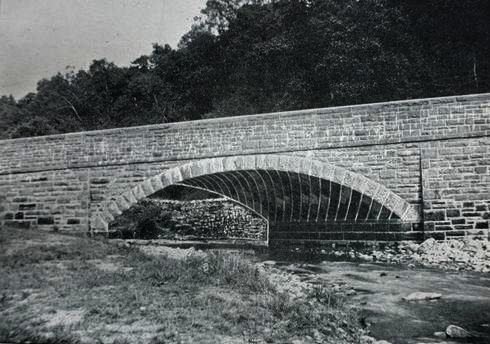
Pont de Sickergill, 1898.

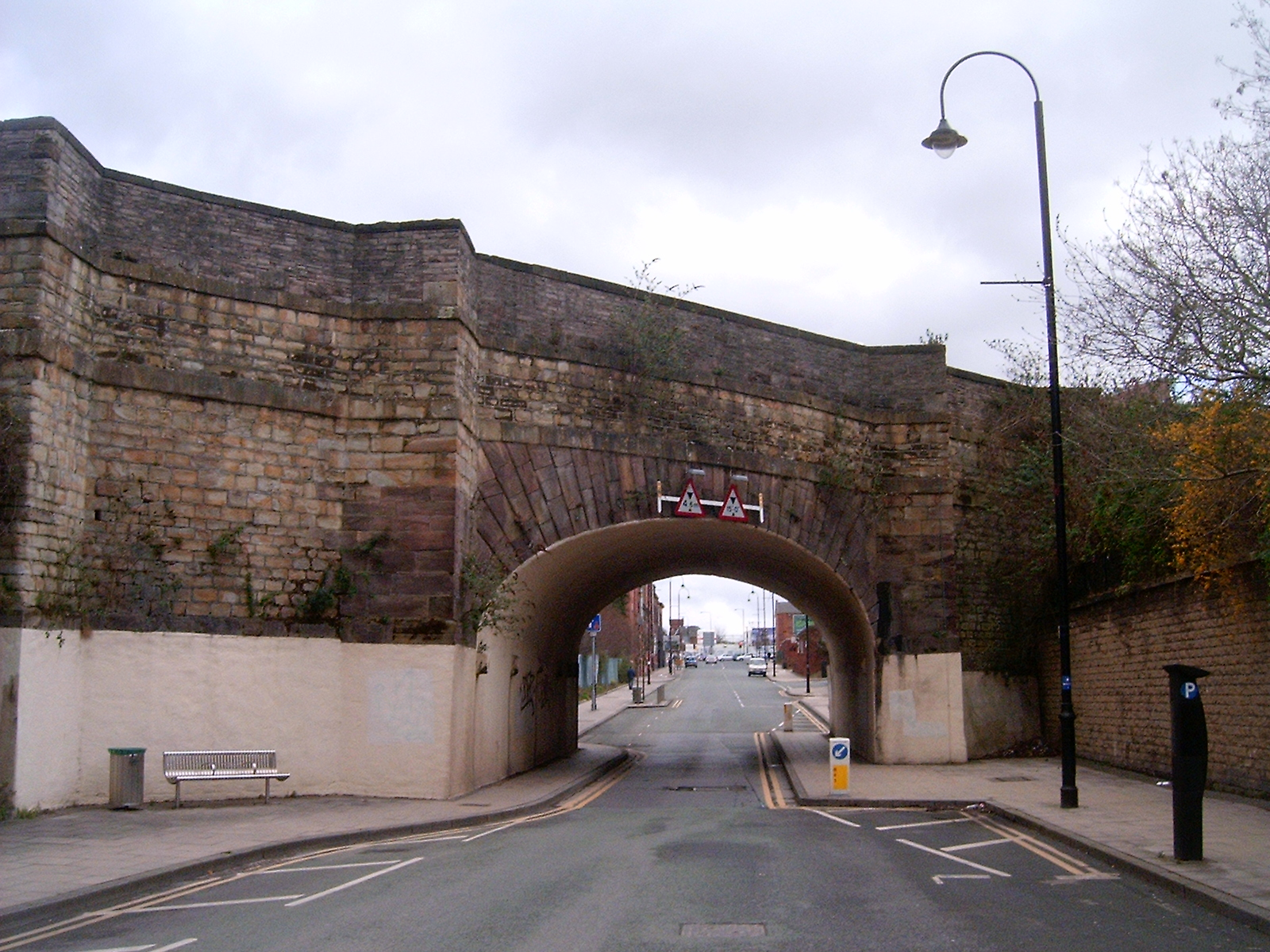
Aqueduc sur Store Street à Manchester (Angleterre) par Benjamin Outram (1798).

La voûte biaise, ou arche biaise, est un type de voûte dont le plan vertical de l’axe directeur est oblique par rapport au front. Elle est utilisée lorsque les lieux ne permettent pas l’usage d’une voûte droite classique, principalement dans les ponts pour le croisement à angle oblique de deux routes, d’une route et d’un canal ou d’une ligne de chemin de fer, d’un aqueduc, etc. Le plan ne forme donc pas un rectangle, mais un parallélogramme.

## Historique

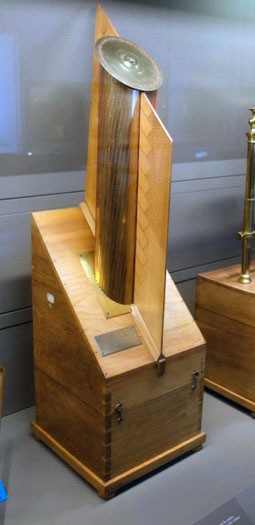
Appareil pour le calcul des voûtes biaises, XIXe siècle, Paris, musée des Arts et Métiers.

Les Romains sont les premiers à utiliser la voûte biaise, à de rares occasions, et elle est par la suite très peu utilisée. Son développement intervient avec l’apparition du chemin de fer, qui nécessite de nombreux franchissements de routes dans des espaces souvent urbains, donc avec peu d’espace disponible. Auparavant, on rencontre plutôt des arcades biaises (donc pas des véritables voûtes de quelque profondeur), qui sont plus des jeux stylistiques que des véritables nécessités ; l’architecte français Philibert Delorme a rédigé dans les tomes III et IV de son Architecture un traité de stéréotomie, jusque-là un savoir transmis oralement par les compagnons, et il s’intéresse à la voûte biaise dont il fera usage à maintes reprises. Au XVIIIe siècle, la construction de canaux et d’aqueducs au Royaume-Uni a donné lieu à plusieurs réalisations empiriques, mais a commencé à mobiliser des architectes et mathématiciens. En effet, la réalisation d’une voûte biaise nécessite une stéréotomie complexe : chaque élément doit être taillé selon un gabarit précis établi par calcul. Contrairement à la voûte droite, où chaque voussoir présente deux faces parallèles, les voussoirs d’une voûte biaise ont des faces courbes et non parallèles.

## Méthodes

### Fausse voûte biaise

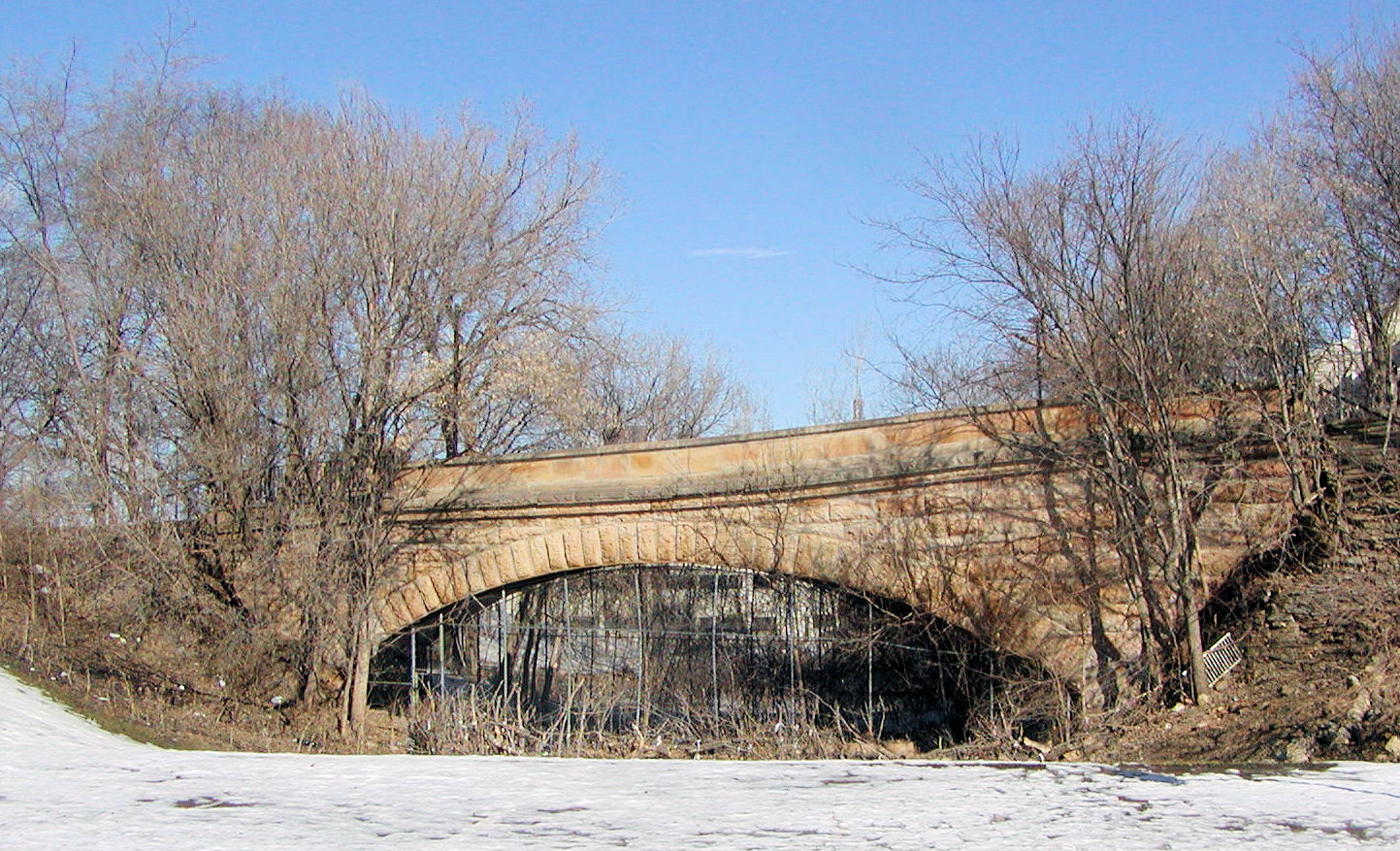
Pont de Colorado Street, Saint Paul (Minnesota).

Certaines voûtes biaises présentant un angle relativement faible (jusqu’à 15°) ont été construites selon la technique traditionnelle de la voûte droite. Il en résulte que les parties des extrémités, correspondant aux angles, n’étant pas contrebutées, présentent une fragilité théorique. Les constructions anciennes de ce type, comme le pont de Colorado Street à Saint Paul (Minnesota) ne doivent leur tenue qu’à la friction et au mortier qui lie les pierres entre elles, et à la faible charge qu’elles ont à supporter.

### Voûte biaise à ressauts

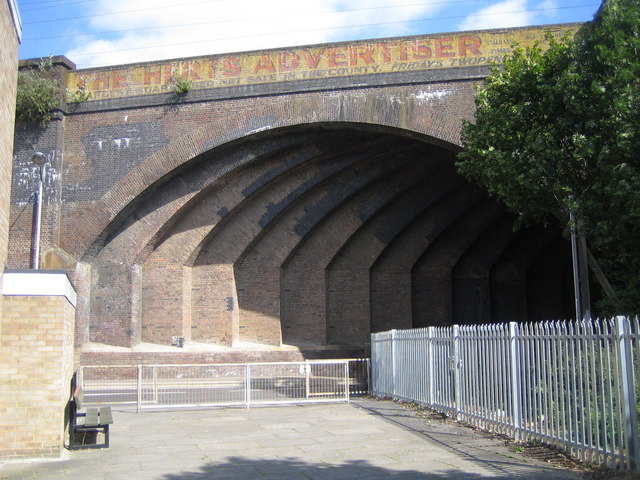
Voûte biaise à ressauts : pont de Southdown Road, à Harpenden.

Un autre type de fausse voûte biaise consiste en une succession d’arcades de faible épaisseur, juxtaposées et décalées les unes par rapport aux autres de manière à obtenir l’angle voulu. S’agissant de voûtes droites, la mise en œuvre ne nécessite pas de calculs ni de stéréotomie complexes. Beaucoup de ces voûtes sont bâties en briques.

## Voûtes biaises remarquables

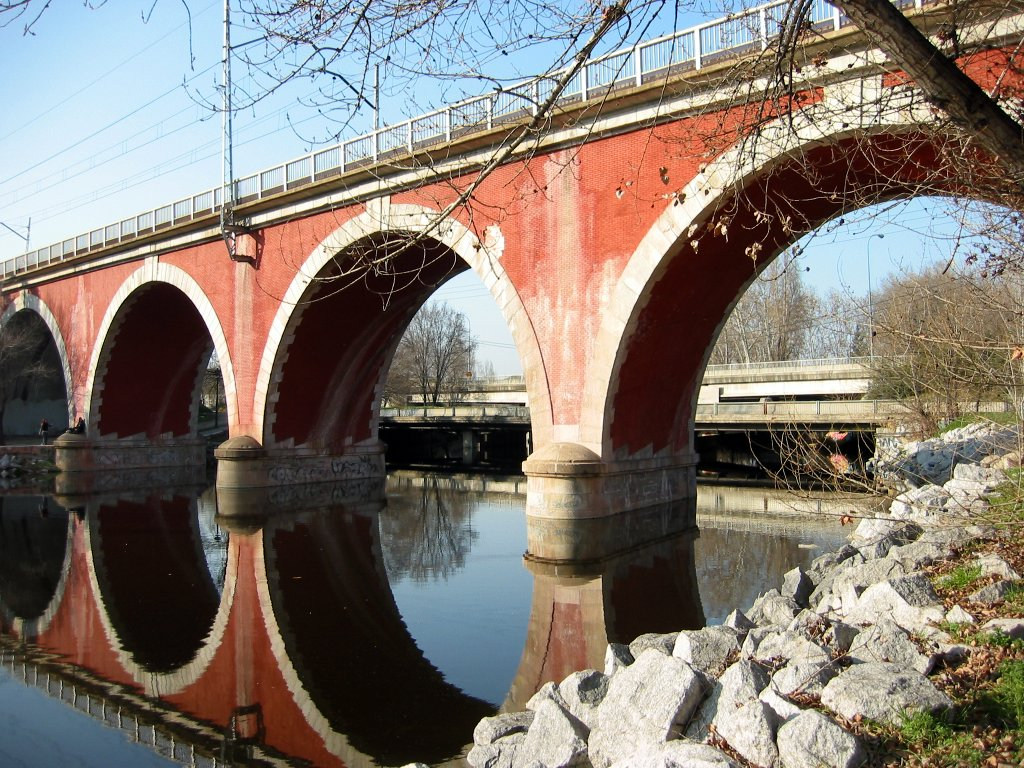
Puente de los Franceses, Madrid.

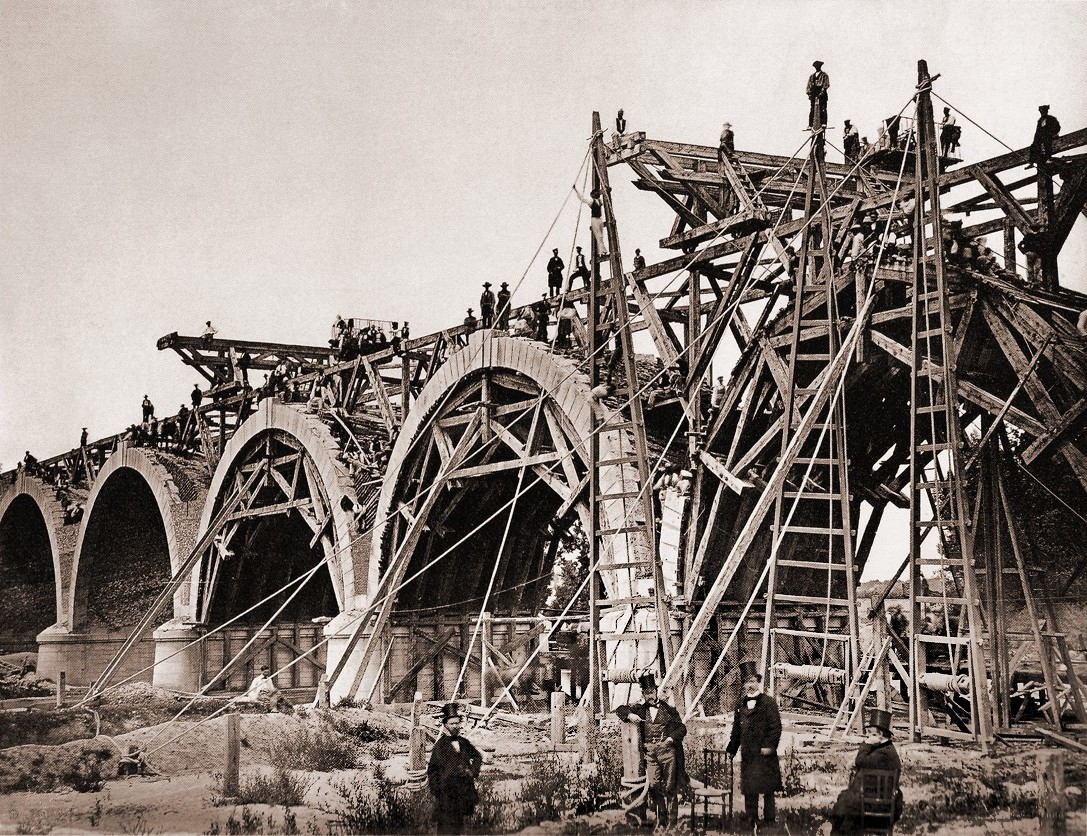
Construction du Puente de los Franceses, 1862.

- El Puente de los Franceses, à Madrid (Espagne) viaduc ferroviaire de cinq arches sur le Manzanares, construit dans la seconde moitié du XIXe siècle par des ingénieurs français, d’où son nom.
- La plus grande voûte biaise d’Europe est l’arche du pont Diunisu (1881-1882), sur le Tavignani, à Corte (Haute-Corse)[3].